# Lāčplēsis

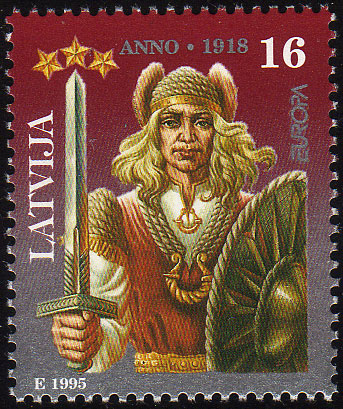
Hrdina Lāčplēsis vyobrazený na poštovní známce

Lāčplēsis je výpravný lotyšský národní epos z 19. století. Napsal jej básník Andrejs Pumpurs.

## Autor
Andrejs Pumpurs se narodil v roce 1841 v Lieljumpravě. Své dětství prožil v kraji, kde byly hodně rozšířené lidové pověsti, písně a pohádky. Po studiích prošel několika různými zaměstnáními, např. rolník, vorař, zeměměřič, panský správce, hajný. Počátek jeho spisovatelské kariéry je spojen s Piebalgou, centrem lotyšské kultury. Neměl ale dostatečné vzdělání, proto jeho básně působí na čtenáře občas těžkopádně a stroze. Pumpursovy básně vycházejí z lotyšského folkloru, mytologie a bájné lotyšské minulosti.
Mimo básní se věnoval také psaní satir v mladolotyšském duchu (tzv. mladolotyšské hnutí), které byly vedeny proti vládnoucím německým vrstvám, tmářství a církevnímu pokrytectví.

## Epos
Epos o Láčplésisovi je umělý, zastupuje neexistující lotyšský folklorní epos (podobně jako např. estonský epos Kalevipoeg, finský epos Kalevala). Hned po svém vydání se stal epos velice oblíbený a stal se jedním z vrcholů lotyšské národní literatury. Epos nevychází pouze z domácích lotyšských pramenů, ale čerpá například z eposů Homéra nebo z Jindřichovy kroniky ze 13. století od Jindřicha Lotyše. Důležité je, že Pumpurs znal také dílo německého osvícence Garlieba Merkela, který se pokoušel rekonstruovat starobaltskou mytologii. Jeho závěry byly hodnoceny jako chybné, ale protože z nich Pumpurs čerpal, mnohé z nich zůstaly obsaženy i v eposu o Láčplésisovi.
Epos byl vydán roku 1888 a Pumpurs na něm pracoval 14 let. Hrdinských zpěvů se dochovalo tak málo, že nebylo možné z nich sestavit epos, proto Pumpurs využil také jak pohádek, tak mýtů, pověstí a lidových písní – dain. Důležité je, že se dochovalo několik příběhů o bájném silákovi s medvědíma ušima, ve kterých se skrýval zdroj jeho síly, kterého odkojila a vychovala medvědice v lese.
Dílo je složeno ze šesti zpěvů neboli vyprávění, každý je uveden krátkým obsahem děje, který je situován do 13. století.

## Děj

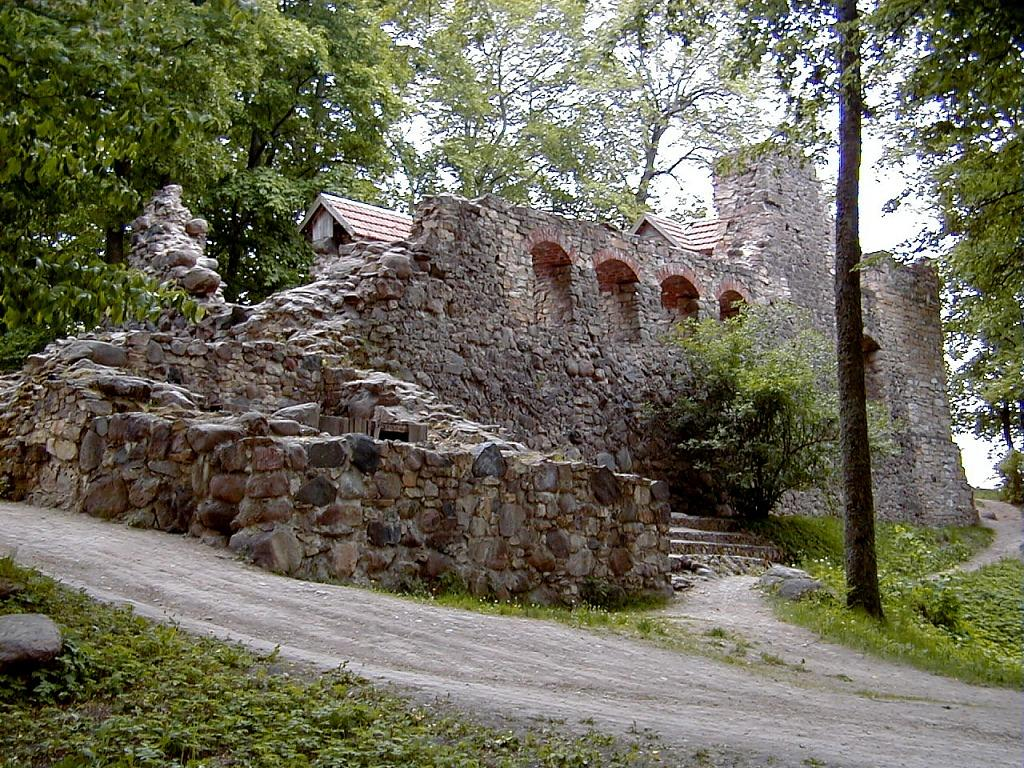
Zřícenina hradu Lielvárde

Příběh začíná schůzí baltských bohů, kde se mluví o neposkvrněném početí, které evokuje křesťanství. Bohové mluví také o příchodu křesťanství, které vidí jako zotročování Pobaltí nově příchozími. Bůh Lígo ale tvrdí, že i když Lotyši přijmou křest, staří bohové budou stále žít v lidových písních.
Pradávná píseň vypráví o Láčplésisově původu a jeho prvním hrdinském činu, kdy silou zachránil knížete od útoku medvěda. Ke knížeti ho dovedl stařec, který tvrdí, že je to osudem předurčený hrdina, odkojený medvědí matkou, s medvědíma ušima. Když přicházejí ze Západu křižáci, znamená to pro Lotyše, že na dlouho dobu ztratí volnost. Láčplésis putuje k zámku Burtniekse, kde má nastoupit do učení, a setkává se se Spídalou, krásnou dcerou vladyky Aizkrauklise. Prosí ji o nocleh na jejich panství. V noci, když nemůže usnout, dívku sleduje, jak odlétá na kládě, na druhý den se proto do klády ukryje a odletí s dívkou do čerovy jámy, kde se scházejí vědmy a vítají příchod Satana neboli Líckepurse. Ďábel rozmlouvá s čestným Kangarsem, který má pomoci cizincům šířit víru po Baltu a zotročit zemi. Láčplésis se lekne, uteče, a na důkaz všeho s sebou vezme pergamen s úpisem vědmy. Cestou zpět ho ale Spídala odhalí a shodí ho do řeky. Silák ale přežil, proto se mu chce Spídala pomstít.
Lidé ctí Kangarse jako světce, ale přitom je to pokrytec. Zrádce navštíví Spídala, která mu vypoví noční příhodu, a oba chtějí siláka společně zničit. Ditrich, který přežil bohem hromu Perkonsem přivolanou bouřku na křižáckou loď, navštíví Kangarse, který mu slibuje přijetí víry. Díky Kangarsově zradě Němci vědí, že Láčplésisova síla je ukryta v jeho uších. Pod falešnou záminkou jednání o příměří přijíždějí na hrad v Lielvārde němečtí rytíři, křižáci, a ve skupině je i Černý rytíř, syn vědmy, jenž vyprovokuje na hradě boj. Podle zrádcovy rady se zaměří na silákovy uši. V boji se nešťastně zlomí Láčplésisovi meč a Černý rytíř mu tak obě uši usekne. Celý souboj se odehrává na vysoké skále nad řekou Daugavou, od toho je odvozen název českého převyprávění Souboj nad propastí.
Silnému Láčplésisovi, teď už ale zbavenému síly, se podaří svrhnout soupeře do řeky, bohužel ale do propasti padá spolu s ním. Pád siláka způsobí, že celá lotyšská země je na budoucích 600 let podrobena německé nadvládě. Pověst říká, že souboj se opakuje neustále dokola a končí stále stejně, jakmile však jednou dojde na nejhorší, silák vyhraje, porazí Černého rytíře, který tentokrát spadne do propasti sám, a tím pomůže svému národu a nastolí se svoboda Lotyšů.
V eposu vystupují také ženy, přičemž nejdůležitější z nich je krásná Laimdota, dívka, do které se Láčplésis zamiloval a která je velmi moudrá. Jakmile ale Láčplésis padá do propasti, končí i život Laimdoty, která se rozhodla pro odchod ze světa. Druhou ženou je Spídala, která je velice energická, neklidná a nerozhodná. Nakonec se ale démonická žena vzdává své zlé moci a tím se vzdává i postu vědmy.
V eposu vystupují postavy smyšlené, často i nadpřirozené, ale ty jsou konfrontovány s postavami skutečnými – jak je již uvedeno, autor čerpal také z kroniky Jindřicha Lotyše. Skutečné historické postavy jsou například biskup Albert, německý křižák Ditrich či livonský kníže Kaupo. Skutečný svět je tedy spojen s bájným, vymyšleným a nadpřirozeným.

## Vliv eposu na lotyšskou kulturu, odraz v běžném životě

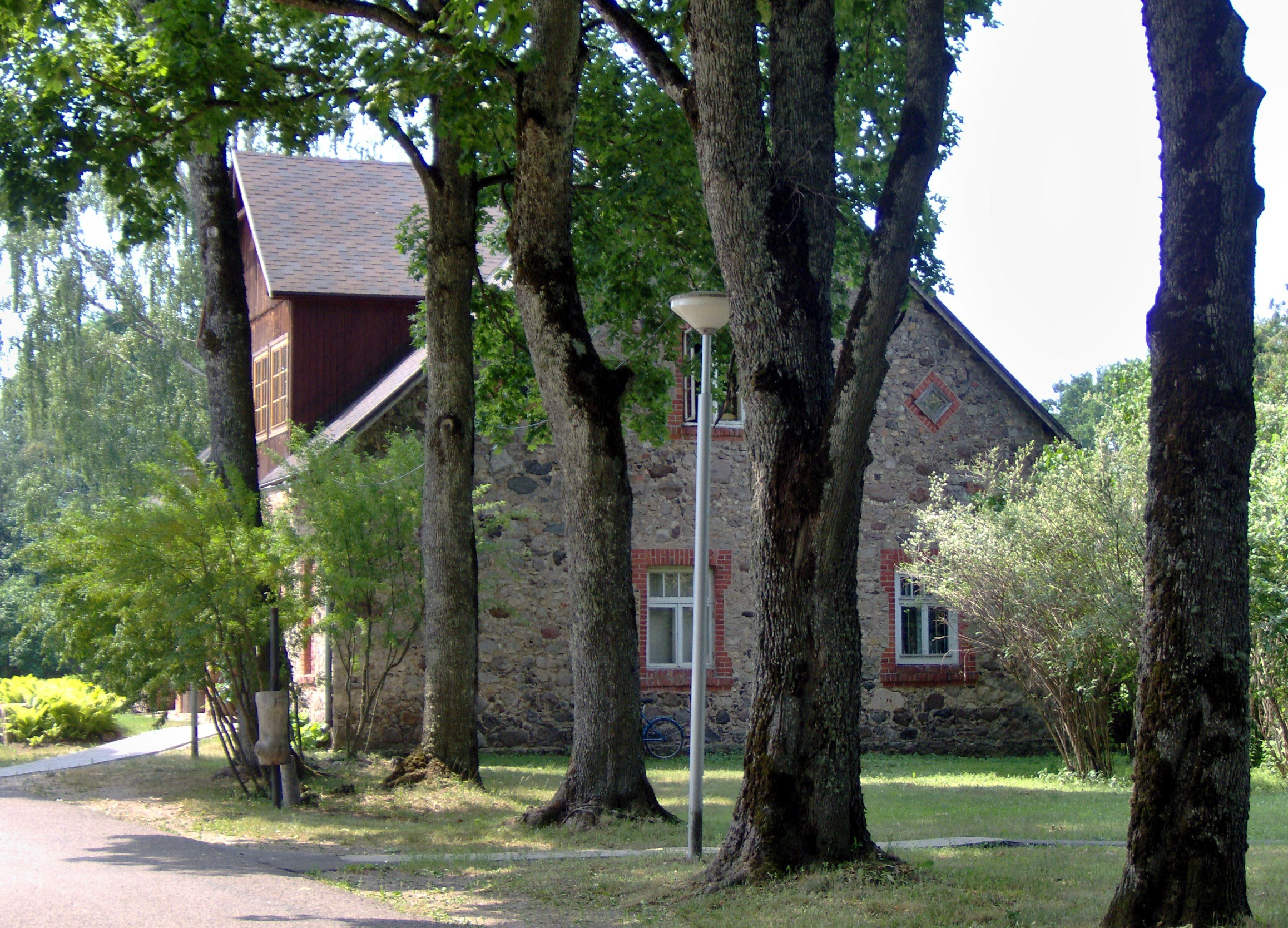
Budova muzea Andreje Pumpura v Lielvárde

Epos je inspirován lidovým folklorem, sám zlidověl a stal se symbolem národní kultury a národního ducha.
Ovlivnil mnoho lotyšských spisovatelů, ať Rainise a básníka Jānise Sudrabkalnse. Māra Zālīte napsala libreto muzikálu, k němuž složil hudbu Zigmars Liepiņš. Nebyli však ovlivněni pouze spisovatelé, vliv se, podobně jako u Kalevaly, rozšířil do všech odvětví umění. Inspiraci z eposu čerpali například výtvarník Kārlis Zāle či sochařka Gaida Grundbergová. Na přebalu českého vydání knihy je kresba Gunárse Krollise.
Po fiktivní postavě Láčplésisově jsou běžně pojmenovávány ulice lotyšských měst (lotyšsky Lāčplēša iela), jako Láčplésisův den (Lāčplēša diena) se 11. listopadu oslavuje výročí bojů o Rigu 1919. Lāčplēsis je také značka piva.
Autorovi je věnováno malé muzeum v Lielvárde, nedaleko od zřícenin hradu a útesu, na němž se odehrává ústřední událost děje (výška útesu nad hladinou je ovšem snížena napuštěním Ķegumské přehradní nádrže).

## České převyprávění
Česká verze vyšla pod názvem Souboj nad propastí. Jako autor je uveden Radegast Parolek, který epos přeložil (jako silně rytmizovanou prózu, originál je veršovaný), upravil, sestavil české vydání a opatřil vysvětlivkami. Skutečným autorem eposu je Andrejs Pumpurs.